# Xerochlamys itremoensis
Xerochlamys itremoensis är en tvåhjärtbladig växtart som beskrevs av Hong-wa. Xerochlamys itremoensis ingår i släktet Xerochlamys och familjen Sarcolaenaceae. Inga underarter finns listade i Catalogue of Life.